# Joseph Baffoe
Joseph Baffoe (* 7. November 1992 in Accra, Ghana) ist ein schwedischer Fußballspieler. Im Sommer 2015 wurde er mit der schwedischen U21-Nationalmannschaft Europameister.

## Karriere

### Im Verein
Baffoe spielte in der Jugend für den damaligen schwedischen Drittligisten IFK Värnamo, den er nach seinem ersten Profijahr 2009 verließ. Er wechselte zu Helsingborgs IF, wurde aber direkt wieder an Värnamo verliehen. Nach einem weiteren Jahr in Värnamo kehrte er zu Helsingborgs IF zurück, mit denen er 2011 die schwedische Meisterschaft und den schwedischen Pokal gewann. Zu Beginn der Saison 2012 gewann Helsingborgs IF den schwedischen Supercup und wurde am Ende der Saison Fünfter in der Liga. Er nahm mit Helsingborgs IF 2012 an der Gruppenphase der Europa League teil, bei der er drei Spiele bestritt.
Nach der Hälfte der Saison 2013 wurde Baffoe an den norwegischen Erstligisten Vålerenga Oslo verliehen. Am Ende der Saison wurde er an Halmstads BK verkauft. Dort spielte er für anderthalb Jahre in der Allsvenskan. Nach dieser Zeit wechselte er in der Sommerpause, die in Schweden mitten in der Saison liegt, 2015 zur neuen Saison nach Deutschland zum Zweitligisten Eintracht Braunschweig.
Nach dem Abstieg der Niedersachsen in die 3. Liga verlängerten diese Baffoes Vertrag nicht mehr. Nach mehrmonatiger Vereinslosigkeit unterschrieb der Schwede beim Zweitligisten MSV Duisburg im Januar 2019 einen Vertrag, der nicht mehr verlängert wurde, nachdem auch der MSV abgestiegen war.
Am 4. März 2020 kehrte Joseph Baffoe nach Schweden zurück und unterschrieb einen Vertrag bei seinem ehemaligen Klub Halmstads BK.

### Nationalmannschaft
Baffoe spielte bisher in der schwedischen U17, U19 und der U21. Mit der U21 gewann er im Sommer 2015 die Europameisterschaft. Bei dem Turnier in Tschechien kam er zu vier Einsätzen.

## Erfolge
- U21-Europameister 2015 (mit Schweden)
- Schwedischer Meister 2011 (mit Helsingborgs IF)
- Schwedischer Pokalsieger 2011 (mit Helsingborgs IF)
- Schwedischer Supercupsieger 2012 (mit Helsingborgs IF)